# Костенко, Яна Сергеевна
Яна Сергеевна Костенко (род. 9 сентября 1987, Находка, Приморский край) — российская самбистка, четырёхкратная чемпионка мира (2012, 2013, 2016, 2018), призёр чемпионата Европы (2012), чемпионка Универсиады 2013 года в Казани, чемпионка Европейских игр 2015 года, многократная чемпионка России, Заслуженный мастер спорта России. Фотомодель.

## Биография
Яна Костенко десять лет занималось самбо в Находке под руководством тренера Василия Соцкова. Будучи студенткой, во Владивостоке тренировалась в Центре спортивной подготовки женских единоборств «Амазонка».
В 2010 году окончила Дальневосточный государственный университет. Член сборной команды страны с 2009 года. Аспирантка Тимирязевской сельскохозяйственной академии в Москве.

## Спортивные достижения
Чемпионаты России:
- Чемпионат России по самбо среди женщин 2007 года — ;
- Чемпионат России по самбо среди женщин 2008 года — ;
- Чемпионат России по самбо среди женщин 2009 года — ;
- Чемпионат России по самбо среди женщин 2010 года — ;
- Чемпионат России по самбо среди женщин 2012 года — ;
- Чемпионат России по самбо среди женщин 2013 года — ;
- Чемпионат России по самбо 2015 года — ;
- Чемпионат России по самбо 2016 года — ;
- Чемпионат России по самбо 2018 года — ;

Международные турниры:
- Кубок мира по самбо «Мемориал Анатолия Харлампиева» среди женщин 2010 года — ;
- Международный турнир по самбо на призы генерала Аслаханова 2013 года — ;

Чемпионаты мира:
- Первенство мира по самбо среди девушек 2004 год — .